# Garra
Garra là một chi cá trong họ cá chép Cyprinidae. Trong chi cá này đáng chú ý có loài Garra rufa hay còn gọi là cá bác sĩ, được nuôi nhiều làm dịch vụ rỉa chân cho khách.

## Các loài
Có 119 loài được ghi nhận trong chi này:
- Garra abhoyai Hora, 1921
- Garra aethiopica Pellegrin, 1927
- Garra allostoma T. R. Roberts, 1990
- Garra alticaputus Arunachalam, Nandagopal & Mayden, 2013 [1]
- Garra annandalei Hora, 1921 (Annandale garra)
- Garra apogon Norman, 1925
- Garra arunachalensis Nebeshwar & Vishwanath, 2013 [2]
- Garra arupi Nebeshwar, Vishwanath & D. N. Das, 2009
- Garra barreimiae Fowler & Steinitz, 1956
  - Garra barreimiae barreimiae Fowler & Steinitz, 1956
  - Garra barreimiae shawkahensis Banister & M. A. Clarke, 1977
- Garra bibarbatus V. H. Nguyễn, 2001
- Garra bicornuta Narayan Rao, 1920 (Tunga garra)
- Garra birostris Nebeshwar & Vishwanath, 2013 [2]
- Garra bisangularis Z. M. Chen, X. Y. Wu & H. Xiao, 2010
- Garra bispinosa E. Zhang, 2005
- Garra magnidiscus
- Garra blanfordii Boulenger, 1901
- Garra borneensis Vaillant, 1902
- Garra bourreti Pellegrin, 1928
- Garra buettikeri Krupp, 1983
- Garra cambodgiensis Tirant, 1883 (Cambodian logsucker)
- Garra ceylonensis Bleeker, 1863 (Ceylon logsucker)
- Garra chebera Habteselassie, Mikschi, Ahnelt & Waidbacher, 2010
- Garra compressus Kosygin & Vishwanath, 1998
- Garra congoensis Poll, 1959 (Congo Logsucker)
- Garra cyclostomata Đ. Y. Mai, 1978
- Garra cyrano Kottelat, 2000
- Garra dampaensis Lalronunga, Lalnuntluanga & Lalramliana, 2013 [3]
- Garra dembecha Getahun & Stiassny, 2007
- Garra dembeensis Rüppell, 1835 (Cameroon logsucker)
- Garra dunsirei Banister, 1987
- Garra duobarbis Getahun & Stiassny, 2007
- Garra elongata Vishwanath & Kosygin, 2000
- Garra emarginata Kurup & Radhakrishnan, 2011 [4]
- Garra ethelwynnae Menon, 1958
- Garra fasciacauda Fowler, 1937
- Garra findolabium F. L. Li, W. Zhou & Q. Fu, 2008
- Garra fisheri Fowler, 1937
- Garra flavatra S. O. Kullander & F. Fang, 2004
- Garra fuliginosa Fowler, 1934
- Garra geba Getahun & Stiassny, 2007
- Garra ghorensis Krupp, 1982 (Jordanian logsucker)
- Garra gotyla J. E. Gray, 1830
  - Garra gotyla gotyla J. E. Gray, 1830 (Sucker Head)
  - Garra gotyla stenorhynchus Jerdon, 1849 (Nilgiris garra)
- Garra gracilis Pellegrin & Chevey, 1936
- Garra gravelyi Annandale, 1919
- Garra hainanensis Y. R. Chen & C. Y. Zheng, 1983
- Garra hindii Boulenger, 1905
- Garra hughi Silas, 1955 (Cardamon garra)
- Garra ignestii Gianferrari, 1925
- Garra imbarbatus V. H. Nguyễn, 2001
- Garra imberba Garman, 1912
- Garra imberbis Vinciguerra, 1890
- Garra jordanica Hamidan, Geiger & Freyhof, 2014 [5]
- Garra kalakadensis Rema Devi, 1993
- Garra kalpangi Nebeshwar, Bagra & D. N. Das, 2012 [6]
- Garra kempi Hora, 1921 (Kemp garra)
- Garra khawbungi Arunachalam, Nandagopal & Mayden, 2014 [7]
- Garra kimini Arunachalam, Nandagopal & Mayden, 2013 [1]
- Garra laichowensis V. H. Nguyễn & L. H. Doan, 1969
- Garra lamta F. Hamilton, 1822
- Garra lancrenonensis Blache & Miton, 1960
- Garra lautior Banister, 1987
- Garra lissorhynchus McClelland, 1842 (Khasi garra)
- Garra litanensis Vishwanath, 1993
- Garra longipinnis Banister & M. A. Clarke, 1977
- Garra magnidiscus Tamang, 2013 [8]
- Garra makiensis Boulenger, 1904
- Garra mamshuqa Krupp, 1983
- Garra manipurensis Vishwanath & Sarojnalini, 1988
- Garra mcclellandi Jerdon, 1849 (Cauvery garra)
- Garra menoni Rema Devi & Indra, 1984
- Garra micropulvinus W. Zhou, X. F. Pan & Kottelat, 2005
- Garra minimus Arunachalam, Nandagopal & Mayden, 2013 [1]
- Garra mirofrontis X. L. Chu & G. H. Cui, 1987
- Garra mlapparaensis Kurup & Radhakrishnan, 2011 [4]
- Garra mullya Sykes, 1839 (Mullya garra)
- Garra naganensis Hora, 1921 (Naga garra)
- Garra nambulica Vishwanath & Joyshree, 2005
- Garra namyaensis Shangningam & Vishwanath, 2012 [9]
- Garra nasuta McClelland, 1838 (Nose logsucker)
- Garra nethravathiensis Arunachalam & Nandagopal, 2014 [10]
- Garra nigricauda Arunachalam, Nandagopal & Mayden, 2013 [1]
- Garra nigricollis S. O. Kullander & F. Fang, 2004
- Garra notata Blyth, 1860 (Tenasserim garra)
- Garra nujiangensis Z. M. Chen, S. Zhao & J. X. Yang, 2009
- Garra orientalis Nichols, 1925
- Garra ornata Nichols & Griscom, 1917
- Garra palaruvica Arunachalam, Raja, Nandagopal & Mayden, 2013 [11]
- Garra paralissorhynchus Vishwanath & Shanta Devi, 2005
- Garra periyarensis Gopi, 2001
- Garra persica L. S. Berg, 1914
- Garra phillipsi Deraniyagala, 1933 (Philipps' garra)
- Garra poecilura S. O. Kullander & F. Fang, 2004
- Garra poilanei Petit & T. L. Tchang, 1933
- Garra propulvinus S. O. Kullander & F. Fang, 2004
- Garra qiaojiensis H. W. Wu & Yao, 1977
- Garra quadratirostris Nebeshwar & Vishwanath, 2013 [2]
- Garra quadrimaculata Rüppell, 1835
- Garra rakhinica S. O. Kullander & F. Fang, 2004
- Garra regressus Getahun & Stiassny, 2007
- Garra rossica A. M. Nikolskii, 1900
- Garra rotundinasus E. Zhang, 2006
- Garra rufa Heckel, 1843 (Reddish logsucker)
- Garra rupecula McClelland, 1839 (Mishmi garra)
- Garra sahilia Krupp, 1983
  - Garra sahilia gharbia Krupp, 1983
  - Garra sahilia sahilia Krupp, 1983
- Garra salweenica Hora & Mukerji, 1934
- Garra smarti Krupp & Budd, 2009
- Garra spilota S. O. Kullander & F. Fang, 2004
- Garra surendranathanii Shaji, Arun & Easa, 1996
- Garra tana Getahun & Stiassny, 2007
- Garra tengchongensis E. Zhang & Yi-Yu Chen, 2002
- Garra theunensis Kottelat, 1998
- Garra tibanica Trewavas, 1941 [5]
- Garra trewavasai Monod, 1950
- Garra tyao Arunachalam, Nandagopal & Mayden, 2014 [7]
- Garra variabilis Heckel, 1843
- Garra vittatula S. O. Kullander & F. Fang, 2004
- Garra waensis Lothongkham, Arbsuwan & Musikasinthorn, 2014 [12]
- Garra wanae Regan, 1914
- Garra waterloti Pellegrin, 1935
- Garra yiliangensis H. W. Wu & Q. Z. Chen, 1977